# Конаковски рејон
Конаковски рејон (рус. Конаковский район) административно-територијална је јединица другог нивоа и општински рејон у југоисточном делу Тверске области, на северозападу европског дела Руске Федерације.
Административни центар рејона је град Конаково. Према проценама националне статистичке службе Русије за 2014. на територији рејона је живело 86.276 становника или у просеку око 41,58 ст/км², што Конаковски рејон чини најгушће насељеним рејоном у целој области.

## Географија
Конаковски рејон смештен је у југоисточном делу Тверске области и обухвата територију површине 2.075 km². Граничи се са Кимерским рејоном на североистоку и са Калињинским рејоном на северу и западу. На југу и југоистоку су рејони Московске области.
Готово самом средином рејона протиче река Волга која рејон дели на северни и јужни део. Готово цео део тока реке Волге на овом подручју је ујезерн у вештачко Ивањковско језеро. Поред Волге важнији водотоци су још и њене притоке Соз (лева) и Шоша са Ламом (као десна притока). Југоисточном границом рејона протиче река Сестра, притока Дубне.

## Историја
Конаковски рејон успостављен је 12. јула 1929. као Кузњецки рејон Кимерског округа тадашње Московске области. Садашње име носи од децембра 1929. када је град Кузњецово преименован у Конаково.
У границама тадашње Калињинске, данас Тверске области је од њеног оснивања 1935. године. Привремено је био распуштен у периоду 1963—1965. када је његова територија била делом Калињинског рејона.
У селу Завидово се од 1996. налази једна од службених резиденција Председника Русије.

## Демографија и административна подела
Према подацима пописа становништва из 2010. на територији рејона су живела укупно 87.125 становника, док је према процени из 2014. ту живело 86.276 становника, или у просеку 41,58 ст/км². По броју становника Конаковски рејон је на првом месту међу рејонима Тверске области.
| 1959.  | 1970.  | 1979.  | 1989.  | 2002.  | 2010.  | 2014.   |
| ------ | ------ | ------ | ------ | ------ | ------ | ------- |
| 28.340 | 52.148 | 54.179 | 55.101 | 49.692 | 87.125 | 86.276* |

Напомена: * Према процени националне статистичке службе
На територији рејона постоји укупно 187 насељених места подељених на 6 урбаних и 10 руралних општина. Административни центар рејона налази се у Конакову, једином насељу са службеним статусом града на подручју овог рејона. У Конакову живи око половина укупне рејонске популације. Укупно 5 насеља има статус варошица: Изоплит, Козлово, Новозавидовски, Радченко и Редкино.

## Привреда
Најважнији привредни објекат на територији рејона је Конаковска термоелектрана капацитета 2.520 мегават часова електричне енергије. Конаковскир ејон се убраја међу три најиндустријализованија рејона Тверске области.

## Саобраћај
Преко западних делова Конаковског рејона паралелно пролазе деоница железничке пруге на релацији Москва—Санкт Петербург и национални аутопут М10.
Преко Ивањковског језера одвија се интензиван бродски теретни транспорт.